# Andreas Dreyer
Andreas Dreyer, död 1686, var en dansk sjömilitär.
Dreyer utmärkte sig flera gånger under skånska kriget, bland annat vid Gotlands erövring, i slaget vid Ölands södra udde och vid Ystads intagande 1676 och i slaget vid Köge bukt 1677. 1679 lyckades han efter en våldsam strid sänka sitt skepp i södra inloppet till Kalmar sund för att därigenom spärra detta för svenskarna och utnämndes till belöning härför till schoutbynacht.